# Thomas Gröger (Politiker)
Thomas Gröger (* 13. Mai 1967 in Mühlhausen/Thüringen) ist ein deutscher Politiker (AfD). Von 2021 bis 2024 war er Abgeordneter im Thüringer Landtag.

## Leben
Gröger absolvierte von 1983 bis 1985 eine Ausbildung zum Landmaschinenschlosser. Von 1990 bis 1991 leistete er Wehrdienst bei der Nationalen Volksarmee und der Bundeswehr. Danach war er als Elektromonteur sowie als LKW-Fahrer tätig. Von 2007 bis 2009 ließ er sich zum CNC-Anwender ausbilden. Ab 2009 war er bei einem Automobilzulieferer in Leinefelde-Worbis tätig.
Gröger ist verheiratet und wohnt in Horsmar.

## Politik
Gröger ist seit 2016 Mitglied der AfD. Er ist Beisitzer im Vorstand des AfD-Kreisverbandes Nordhausen – Eichsfeld – Mühlhausen und stellvertretender Vorsitzender des AfD-Regionalverbands Mühlhausen. Bei der Landtagswahl in Thüringen 2019 trat er für die AfD im Wahlkreis Unstrut-Hainich-Kreis I an, verfehlte jedoch zunächst den Einzug in den Landtag. 
Am 6. November 2021 rückte er für Michael Kaufmann in den Thüringer Landtag nach. Bei der Landtagswahl in Thüringen 2024 verpasste Gröger den Wiedereinzug in den Thüringer Landtag.
Laut Beobachtern verbreitet Gröger rechtsextreme Ansichten.